# Austrochaperina novaebritanniae
Austrochaperina novaebritanniae е вид жаба от семейство Microhylidae. Видът е уязвим и сериозно застрашен от изчезване.

## Разпространение
Разпространен е в Папуа Нова Гвинея.

## Описание
Популацията на вида е намаляваща.